# ヴィド・コデルマン
ヴィド・コデルマン（Vid Koderman 、2003年4月18日 - ）は、スロベニア・プトゥイ出身のプロサッカー選手。FCコペル所属。ポジションは、ディフェンダー。